# Myrmeleon (Myrmeleon) punctinervis
Myrmeleon (Myrmeleon) punctinervis is een insect uit de familie van de mierenleeuwen (Myrmeleontidae), die tot de orde netvleugeligen (Neuroptera) behoort. 
Myrmeleon (Myrmeleon) punctinervis is voor het eerst wetenschappelijk beschreven door Banks in 1937.